# Somova
Somova es una comuna ubicada en el distrito de Tulcea, Rumania.

## Superficie
Posee una superficie de 145,0 kilómetros cuadrados.

## Demografía
Hasta 2021 la población era de 4878 habitantes, con una densidad de población de 33,65 habitantes por kilómetro cuadrado.

## Historia
Existe la hipótesis de que en el bosque Celic Dere se puedan encontrar los restos de la ciudad geta Genucla.